# Eagle Lake (Pennsylvanie)
Eagle Lake est une census-designated place située dans le comté de Lackawanna, dans l’État de Pennsylvanie, aux États-Unis. Lors du recensement de 2020, elle compte 12 habitants.